# Karkheh
Il Karkheh, o Karkhen,  è un fiume dell'Iran, situato nelle provincie di Khūzestān e Andimeshk e sfocia nel Tigri. Il Kharkeh è lungo circa 870 km.

## Curiosità
- Il fiume è menzionato nella Bibbia, Libro di Daniele 8: 2,16, e non deve essere confuso con il fiume Choaspes nell'attuale Afghanistan, che scorre nell'Indo.
- Il Karkheh è attualmente la sede della diga di Karkheh e della centrale idroelettrica in Iran.
- Il Karkheh è a volte identificato come uno dei quattro fiumi dell'Eden.